# Kayraly
Kayraly (em russo:  Кайралы) é a localidade rural no distrito de Kandalakshskiy do Oblast de Murmansque, Rússia. A aldeia está localizada além do Círculo Polar Ártico. Sua altitude é de 213 metros.